# N94 (België)
De N94 is een gewestweg in de Belgische provincies Namen en Luxemburg. Deze weg vormt de verbinding tussen Dinant en Halma.
De totale lengte van de N94 bedraagt ongeveer 29 kilometer.

## Plaatsen langs de N94
- Dinant
- Dréhance
- Boisselles
- Celles
- Custinne
- Ver
- Ciergnon
- Vignée
- Villers-sur-Lesse
- Genimont
- Ave-et-Auffe
- Wellin
- Halma